# Caspar-David-Friedrich-Denkmal (Lauterbach)

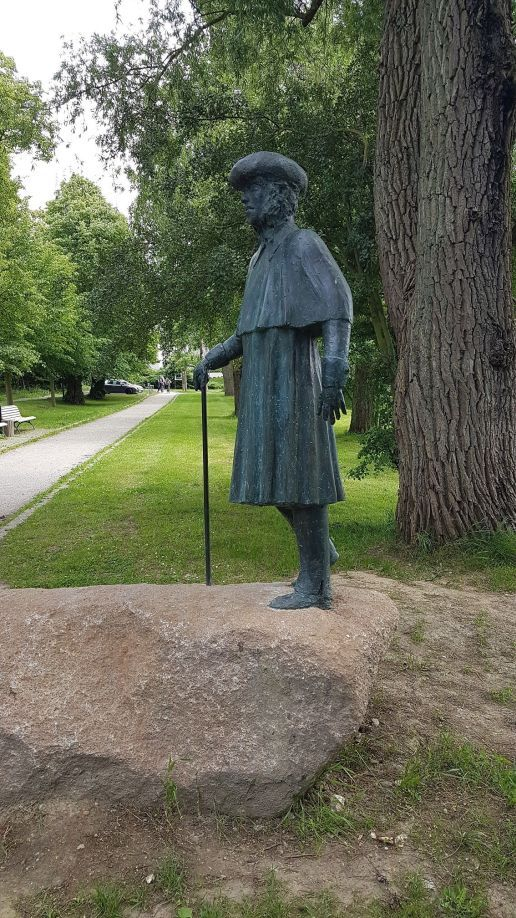
Caspar-David-Friedrich-Denkmal in Lauterbach auf Rügen am Greifswalder Bodden

Das Caspar-David-Friedrich-Denkmal in Lauterbach (Rügen) wurde am 17. März 2024 offiziell eingeweiht. Die lebensgroße Figur steht auf einen Findling. Es zeigt den ankommenden Friedrich mit Mantel, Hut und Stock. Die Bronzefigur schuf der Rostocker Bildhauer Thomas Jastram. Bei der Einweihung in Lauterbach auf Rügen waren auch die Auftraggeber. Das war der Rüganer Naturschutzverein Insula Rugia, der das Projekt erdachte gemeinsam mit dem Tourismusverband und umsetzte. Finanziert wurde es aus privaten Spenden und durch Fördermittel des Landes. Eine weitere Figur zu Friedrich wurde am 5. September 2024 zum 250. Geburtstag ebenfalls von Thomas Jastram in Vitt eingeweiht.